# Ambarcı, Uğurludağ
Anbarcı là một xã thuộc huyện Uğurludağ, tỉnh Çorum, Thổ Nhĩ Kỳ. Dân số thời điểm năm 2010 là 255 người.